# 齋藤滋
齋藤滋（日语：斎藤 滋，1975年9月10日—），日本大型唱片公司Lantis出身的首席製作人。

## 人物簡介
齋藤在接受專訪時說學生時期有體弱多病的經歷，後受到音樂的啟發和克服他體弱多病之下決定以音樂界為志向。大學畢業之後進入遊戲公司萬普上班，負責從事夾娃娃機景品和促銷宣傳。其後轉向旗下子公司Mullers協助聲優組合「Kirakira☆Melody學園」進行活動宣傳工作。自由身時期曾接聲優井上喜久子後援會官方網站的網頁製作，進入Scitron Digital Contents之後，參加志倉千代丸的網路廣播節目同時學習音樂製作的基礎。
2005年正式進入Lantis，從此擔任Lantis旗下歌手和動畫作品的音樂製作人，和以製作委員會的身份擔任製作人。
2018年3月從Lantis離職。同年4月，他自行就任董事，成立「株式會社Heart Company」。

## 主要擔任作品
| - W ～Wish～ - 機動新撰組 萌之劍 - 初音島 ～Second Season～ - 涼宮春日系列 - 向陽素描系列 - 幸運☆星系列 - 初音島II系列 - 真實之淚 true tears - 食靈 -零- - 仰望天空的少女瞳中的世界 - 笨蛋，測驗，召喚獸系列 - 未來日記系列 - 超元氣3姊妹系列 - 卡片鬥爭!! 先導者 - 花開物語 - 境界線上的地平線系列 - 機動戰士鋼彈AGE - 惡魔高校D×D系列 | - 冰菓 - TARI TARI - 中二病也想談戀愛！系列 - 宇宙戰艦大和號2199 - LoveLive！ - 打工吧！魔王大人 - Free！系列 - 境界的彼方 - 最近，妹妹的樣子有點怪？ - GLASSLIP - 東京ESP - 天體運行式 - 夜晚的小雙俠 - 奏響吧！上低音號系列 - Fate/kaleid liner 魔法少女☆伊莉雅系列 - Concrete Revolutio ～超人幻想～ - 無彩限的幻影世界 - 春&夏事件簿 ～春太與千夏的青春～ - 紅殼的潘朵拉 | - Dimension W - 爆音少女!! - 文豪Stray Dogs - 至高指令 - 吸血鬼僕人 - TRICKSTER -來自江戶川亂步「少年偵探團」- - 神裝少女小纏 - 小林家的女僕龍 - 末日時在做什麼？有沒有空？可以來拯救嗎？ - 有頂天家族2 - 紫羅蘭永恆花園 - 驚爆危機！Invisible Victory - 弦音－風舞高中弓道部－ - 一個人的○○小日子 - 非洲的動物上班族 - Assault Lily BOUQUET - 前說！ - IDOL舞SHOW |

## 主要負責歌手
Scitron Digital Contents時期
- tiaraway（日语：tiaraway）

Lantis時期
- 奧井雅美
- 梶裕貴
- 白石稔
- StylipS
- 田所梓
- 茅原實里
- tiaraway（日语：Tiaraway）
- 寺島拓篤
- Hyadain
- 飛蘭
- μ's
- TRUE

## 出演節目
- Lantis15週年紀念特別節目 ～持續在動畫業界拓展的人們～（2014年1月，TOKYO MX 等）
- 茅原實里 出道10週年紀念節目 ～她看見的聖殿～（2014年11月3日，TOKYO MX 等）
- 動畫歌曲揚聲歌唱 第1回（2014年12月27日，NHK BS Premium）

## 外部連結
- 齋藤滋的X（前Twitter） （日語）
- 株式會社Heart Company公式官網 （页面存档备份，存于） （日語）